# Vincenzo Mendaia
Vincenzo Mendaia (Roccanova, 30 agosto 1855 – Roccanova, 9 aprile 1924) è stato un magistrato e politico italiano.

## Biografia
Laureato in giurisprudenza a Napoli fin da giovanissimo si interessa ai suoi possedimenti terrieri. Le numerose visite sono finalizzate ad analizzare le condizioni del lavoro contadino in Basilicata. Per risolvere almeno in parte i problemi si candida alle elezioni del 1904. Fin dalla prima Legislatura si interessa delle acque, delle fognature e della viabilità della sua terra, e tenta anche di far giungere la ferrovia a Roccanova. 
È ricordato principalmente per la disinfestazione dei vigneti devastati dalla filossera, l'istituzione a Roccanova di un'autostazione per le autolinee della zona, l'istituzione dell'ufficio del Registro e della Pretura di S. Arcangelo, le fontane pubbliche nel centro abitato e le prime fognature. Si adopera anche per la rete di illuminazione elettrica pubblica e privata.
Nel 1922 vota contro la fiducia al governo Mussolini. 
Entrato nell'ordine giudiziario, magistrato per lunghi anni, è stato primo presidente della Corte d'appello di Firenze. 